# Nepeta rubella
Nepeta rubella là một loài thực vật có hoa trong họ Hoa môi. Loài này được A.L.Budantzev mô tả khoa học đầu tiên năm 1993.